# Nationalratswahl in Österreich 1959
- SPÖ: 78
- FPÖ: 8
- ÖVP: 79

- Regierung: 157
- Opposition: 8

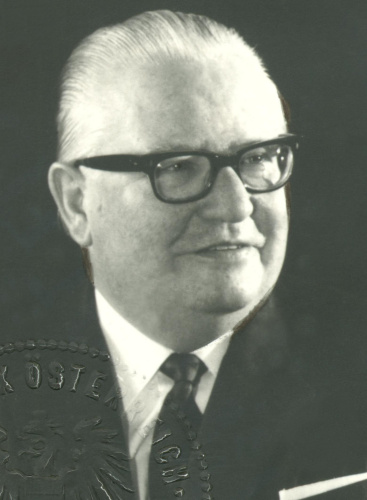
Bruno Pittermann (SPÖ)

Die Nationalratswahl am 10. Mai 1959 war die neunte in der Geschichte Österreichs. Stimmenstärkste Partei wurde die SPÖ unter Bruno Pittermann. Auf dem zweiten Platz landete die ÖVP unter Bundeskanzler Julius Raab, die allerdings aufgrund der Wahlarithmetik ein Mandat mehr bekam als die SPÖ. Die FPÖ unter dem ehemaligen SS-Obersturmführer Friedrich Peter konnte Stimmen und Mandate hinzugewinnen, während die KPÖ erstmals nach dem Zweiten Weltkrieg kein Grundmandat errang und aus dem Nationalrat ausschied.

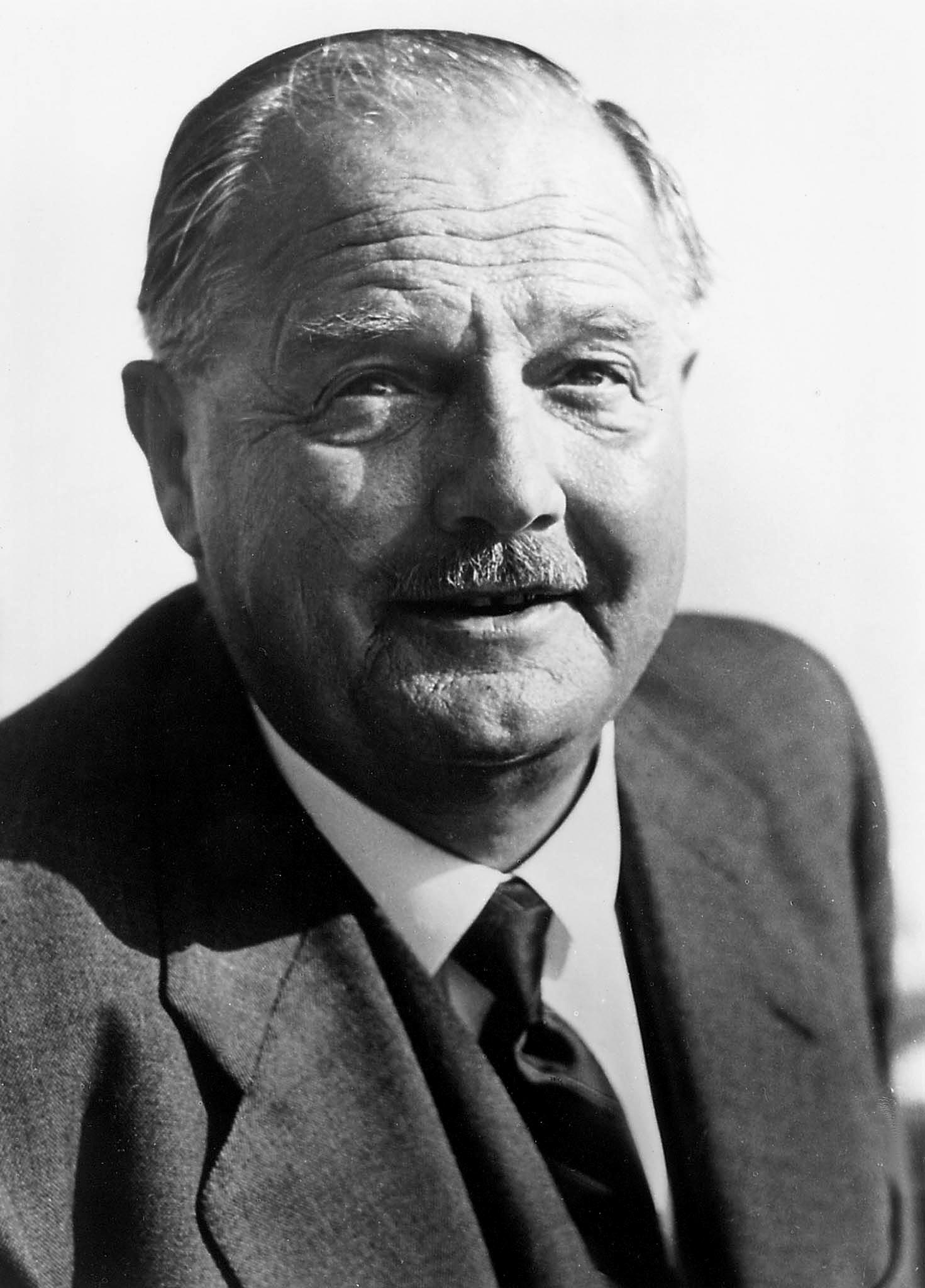
Julius Raab (ÖVP)

Wahlberechtigt waren 4 696 603 Menschen. Die Wahlbeteiligung betrug 92,90 Prozent (1956: 94,31 Prozent).

## Endergebnis
| Wahlwerber                              | Stimmen   | Anteil | Anteil   | Mandate | Mandate |
| Wahlwerber                              | Stimmen   | 1959   | ± %-Pkte | 1959    | ±       |
| --------------------------------------- | --------- | ------ | -------- | ------- | ------- |
| Sozialistische Partei Österreichs (SPÖ) | 1.953.935 | 44,8 % | +1,80    | 78      | +4      |
| Österreichische Volkspartei (ÖVP)       | 1.928.043 | 44,2 % | −1,80    | 79      | −3      |
| Freiheitliche Partei Österreichs (FPÖ)  | 336.110   | 7,7 %  | +1,20    | 8       | +2      |
| Kommunisten und Linkssozialisten (KuL)  | 142.578   | 3,27 % | −1,15    | 0       | −3      |
| Bund demokratischer Sozialisten (BDS)   | 2.190     | 0,10 % | n.k.     | 0       | –       |

n.k. = nicht kandidiert

## Ergebnisse in den Bundesländern
Hier werden die Ergebnisse in den Bundesländern aufgelistet.
| Partei | B    | K    | N    | O    | S    | St   | T    | V    | W    |
| ------ | ---- | ---- | ---- | ---- | ---- | ---- | ---- | ---- | ---- |
| SPÖ    | 46,5 | 50,5 | 42,1 | 42,0 | 38,7 | 45,3 | 31,5 | 30,1 | 52,4 |
| ÖVP    | 47,3 | 32,7 | 50,6 | 47,3 | 44,2 | 44,7 | 59,4 | 56,4 | 34,4 |
| FPÖ    | 05,0 | 13,5 | 04,3 | 08,7 | 15,2 | 06,8 | 07,9 | 12,1 | 07,4 |
| KPÖ    | 01,2 | 02,5 | 02,9 | 02,0 | 01,9 | 03,1 | 01,2 | 01,4 | 05,8 |
| BDS    |      | 00,8 |      |      |      |      |      |      |      |

## Folgen
Die Große Koalition aus ÖVP und SPÖ wurde fortgesetzt. Die ÖVP durfte mit Julius Raab weiterhin den Bundeskanzler stellen, dafür bekam die SPÖ, die mit Bruno Pittermann den Vizekanzler stellte, zusätzlich das Außenministerium. Die Bundesregierung Raab III nahm am 16. Juli 1959 ihre Arbeit auf. Am 3. November 1960 folgte die Bundesregierung Raab IV und am 11. April 1961 übernahm die Bundesregierung Gorbach I die Geschäfte.